# آگوستین کالری
آگوستین کالری (اسپانیایی: Agustín Calleri‎؛ زاده ۱۴ سپتامبر ۱۹۷۶) یک تنیس‌باز اهل آرژانتین است.